# 라벤나 전투 (1512년)
라벤나 전투는 1512년 4월 11일 북 이탈리아 라벤나에서 가스통 드 푸아가 이끄는 프랑스-페라라와 프랑스에 대항해 신성동맹을 맺은 스페인-교황령 군대가 맞붙은 전투였다. 이 전투에서 가스통 드 푸아는 대량의 대포를 이용한 화력전과 보병의 공격으로 교황군대를 격파했다. 하지만 승리 직전 가스통 드 푸아가 전사하는 바람에 프랑스는 사기가 크게 추락하였다. 이후 스위스와 베네치아 동맹군의 공격을 받아 패배하며 밀라노를 포기하고 퇴각하고 말았다.

## 배경
13세기부터 프랑스 역대 왕들은 부유하지만 아직 통일국가를 이루지 못한 이탈리아를 지배하기 원하였다. 이탈리아는 기독교 세력과 이슬람 세력의 중간지역으로 전략적 가치가 있으며 유럽의 패권을 두고 다투고 있는 스페인, 신성 로마 제국과의 싸움에서 교두보를 삼기위해 필요 했다. 이탈리아를 차지하는 자는 지중해의 제해권을 차지할 수 있는 이점도 있었다.
프랑스왕 루이 12세의 이탈리아 침공은 이탈리아 여러 도시 중 1,2위를 다투는 강국 베네치아 공화국과 교황청과의 다툼을 틈타 일어났다. 교황은 교황 율리오 2세는 교황령을 세속 양쪽에서 최고권위의 지위에 올려놓아야 한다는 이상을 갖고 있었다. 강대국의 군주에게 뒤지지 않는 야심이 있었으며 뜻을 이루기 위해서는 무력행사도 서슴치 않았다.
율리오 2세는 북 이탈리아에서 베네치아의 세력을 무너뜨리기 위해 주위의 여러 나라에게 타도 베네치아를 부르짖었다. 이에 호응한 루이 12세는 군대를 거느리고 북 이탈리아에 침입해 베네치아를 격파했다. 베네치아는 많은 양보를 하고 화해를 요청했다. 교황의 목적은 달성되었으나 문제는 이제 프랑스의 루이 12세였다. 교황의 권위에 도전하는 루이 12세로 인해 대결의 구도는 베네치아 대 교황에서 프랑스 대 교황청으로 바뀌게 되었다. 이탈리아 반도에서의 주도권 다툼에서 우위를 차지하기 책략을 되풀이하던 끝에 양측은 군사대결을 벌리게 되었다.

## 진행 과정
1511년 11월 교황은 프랑스에 대항하기 위해 신성동맹(神聖同盟)을 발족했다. 신성동맹에는 프랑스와 패권을 다투던 합스부르크 왕가의 왕을 자리에 앉힌 스페인과 베네치아, 영국, 스위스가 참가했다. 물론 다들 이탈리아에 대한 이권 때문에 참가한 것이지만 병력이 없었던 교황은 이들을 뒤에서 조종하려고 했다. 그것을 안 루이 12세는 곧바로 행동에 나섰다. 군대의 지휘관으로 약관 21세의 용장 가스통 드 푸아를 임명했다. 가스통 드 푸아는 루이 12세의 조카이면서 스페인 왕과는 의형제사이였는데, 당시 용맹스런 지휘로 매우 널리 알려진 장군이었다.
1511년 5월 13일 프랑스군은 볼로냐를 함락시킨 뒤 아군의 거점중 하나인 페라라로 향했다. 이에 대해 교황군은 라몬 카르도나 지휘하의 스페인군과 합류해 볼로냐로 진격했다. 거기에 교황을 이용하여 프랑스세력을 몰아내려는 책략을 꾸미던 베네치아가 반교황측의 거점중 하나인 브레시아를 공략했다.
가스통은 재빨리 말머리를 돌려 볼로냐에 재 입성했다. 율리오 2세는 가스통과 맞붙어 일거에 프랑스군을 괴멸시킬 생각으로 볼로냐와 브레시아 사이에 함정을 꾸몄으나 젊은 용장 가스통은 노련한 책모가를 뛰어넘었다. 가스통은 브레시아를 무시하는 척 했으나 우회해서 브레시아로 향했다. 프랑스군 2만 3,000명은 교황이 만든 함정에 조소를 보내며 북진해 재빠른 기동력으로 120마일 거리를 3일 만에 주파했다.
가스통은 브레시아에서 베네치아군 을 완벽하게 격파했다. 이로써 북 이탈리아의 대부분을 세력 하에 두는 것에 성공한 그는 교황의 야망을 분쇄하기 위해 전략거점인 라벤나로 진군했다. 라벤나를 지키던 베네치아는 필사적으로 저항하나 그리 오래 버티지 못할 것이다. 그 결과는 교황의 본거지 로마가 발가벗겨진 듯 프랑스군 앞에 몸을 드러낼 수밖에 없었다. 1512년 4월 9일 가스통은 라벤나를 포위하고 공격을 시작했다.
당시 프랑스는 공성전때 성벽을 부수는데, 효율적이며, 야전시 백병전을 벌이기전 적의 병력에 타격을 줄 수 있는 대포를 매우 중시하여 상당량의 대포를 준비했다. 가스통 지휘 하에 있던 대포는 56문이며, 대포를 지휘하는 인물은 급히 달려온 페라라 공(公) 알폰소 데스테였다. 그리고 병력은 독일용병 란츠크네히트 5,000명(혹은 8,500명), 중장기병 약 2,000기(騎), 경기병 3,000기, 그 외 보병이었다. 이미 전투의 주역은 기사계급에서 보병으로 옮겨졌으나 아직 기병은 강력한 공격력으로 인해 군대의 중요한 전력중 하나였다.
'라벤나 포위'라는 급보를 접한 교황군은 전력을 기울여 라벤나로 향했다. 복병을 주위하며 신중하게 전진한 교황군은 프랑스군에 압력을 가하기 위해 외곽에서 방어진지를 구축했다. 교황군의 총 사령관은 스페인의 명장으로 알려진 곤살로 데 코르도바의 후계자로써 명성을 떨치고 있던 라몬 카르도나였다. 그는 코르도바가 완성시킨 보병 밀집대형 테르시오를 이용한 보병 밀집전술이 특기였다. 그리고 처음으로 소총을 조직적으로 사용한 스페인군이기에 소총대가 제일 앞줄에 전개하였다.
교황군이 온 것을 안 가스통은 중세의 습관대로 카르도나에게 도전장을 보냈다. 카르도나는 이 도전장을 받아들이고 결전은 다음날 4월 11일 아침으로 결정되었다. 그날 밤 교황군은 프랑스군 앞쪽으로 진출해 참호를 파기 시작했다. 부사령관 페드로 나바로는 숙달된 무장인 동시에 보병전술에 뛰어난 기술관이기도 했다. 백병전 시작시 보병을 엄호할 수 있는 참호 1선, 2선을 만들고 그 앞쪽에 무수한 장애물을 설치해 프랑스군 보병이 장애물 때문에 전진이 멈출시 사격을 가하고 그곳에 중장기병으로 밟아 버린 뒤 마지막으로 밀집대형으로 적을 섬멸해 버린다는 것으로 적의 소모를 기다려 반격으로 전환하는 전법이었다.
가스통은 2,000의 병사를 남겨 라벤나에 대한 견제역할을 맡기고 론강을 건너 황제군 과 마주보는 위치에서 병력을 포진시켰다. 방어중시의 스페인군에 대해 가스통은 젊은 용장답게 공격일변도의 진형을 취했다. 중앙에 합쳐서 18,000명의 보병을 배치하고, 우익에 흑색갑옷을 빛내는 중장 기병이 포진했다. 좌익에는 경장기병을 배치하고 후방 론 강에 설치된 다리에는 일부 중장기병을 예비대로써 준비시켰다. 보병대형도 교황 군과 달리 좌우양익에 3,000명 중앙에 약 8,000명을 배치하고 대형을 전체를 원을 그리듯 반원을 그려 교황군 중앙에 초점을 맞춘 볼록렌즈 형태의 모습으로 중앙돌파를 노리는 대형이었다.

### 전투
아침 전투가 시작되었다. 가스통은 프랑스군 전면에 배치한 포병대에게 포격을 지시했다. 프랑스 포병대는 스페인군을 향해 맹렬한 포격을 개시했고, 굉음과 화약연기가 자욱한 가운데 날아간 철탄과 석탄은 스페인 보병대형에 떨어져 파편을 날리며 주위의 보병들을 살상했다. 이에 대항해 스페인군 포병대도 포격으로 맞대응했다. 양쪽간의 포격전은 그로부터 무려 1시간이상 계속되었다. 이때까지의 전투에서 이렇게까지 장시간의 포격전이 계속된 일은 없었다.
라벤나 전투의 가장 큰 특징은 바로 공격준비 전 단계에서 대규모의 포격전이 일어난 것으로 전사상 처음 있는 일인 것이다.
포격전 속에서 스페인 보병은 참호에 몸을 숨겨 다행히 피해를 최소화하고 있었으나 기병은 아니었다. 교황군 중장기병대는 이 포격에서 큰 피해를 받고 있었다. 거기에 가스통은 포병대에서 2문의 대포를 빼내어 이동시켜, 교황군 중장기병대를 가로질러 볼 수 있는 지점에 위치시키고는 포격을 가했다. 앞쪽과 측면에서 쏟아지는 포탄에 교황군 중장기병대는 초조함이 극에 달했고, 보다 못한 기병대 지휘관 코르도나 경(卿)이 독단으로 돌격명령을 내렸다. 중장기병 1,700기가 그 무서운 돌격력을 무기로 프랑스군 전열에 달려 들어갔다.
상식대로라면 이들은 프랑스 보병이나 포병대에 돌격해 분쇄할 수 있었으나, 중세이래 명예를 중시하는 기병들에게 전장에서 상대는 오로지 자신들과 같은 기병이라는 불문율이 있었다. 그 때문에 교황군 중장기병의 목표도 프랑스군 상세베리노 추기경이 지휘하는 프랑스 중장기병대였다. 추기경 또한 명령을 내려 이에 맞섰다. 그때까지 프랑스 중장기병은 아직 피해를 입지 않고 있었다. 기병VS기병의 맞대결은 금세 통제를 잃어버리고, 삽시간에 격전에 휘말렸다.
한편 전황 전체를 놓고 본다면 코르도나의 돌격은 변수에 속했다. 중장기병의 압력에 달아났던 데스테 장군은 다시 부하를 독려해 맹렬한 포격을 개시했고, 이 포격은 교황군 보병 머리 위를 지나 후방에 있던 교황군 경기병을 강타했다. 이 포격에 피해를 입은 교황군 경기병에게 돌격명령이 내려졌다. 목표는 프랑스군 전면에 있던 포병대였다. 교황군 경기병대의 돌격을 보고 프랑스군 좌익의 경기병대 지휘관 로드렉크의 명령으로 경기병 3,000기가 교황군 경기병 부대와 맞붙었다. 하지만 교황군 경기병대의 숫자는 1,500기에 불과해 2배에 달하는 적의 공격에 순식간에 무너지고 말았다.
이 전기(戰機)를 보고 가스통은 보병에게 전진명령을 내렸다. 중앙대 후방에서 트럼펫 소리와 북소리가 울려 퍼지면서 프랑스군 보병대가 움직였다. 교황군은 사정거리 내에 적이 들어올 때까지 기다렸다가 일세사격을 퍼부었다. 이 공격에 앞줄에 있던 프랑스군 병사가 무수히 쓰러졌지만 소총의 장진속도로는 프랑스군의 전진을 늦출 수 없어 얼마안가 환성과 함께 프랑스군이 참호 안에 들어오면서 처절한 백병전이 펼쳐졌다. 피냄새가 진동하는 가운데 격전이 펼쳐졌고, 그 사이 중장기병도 피를 피로 씻는 전투가 되풀이 되고 있었다.
그러나 서서히 병력에서 우위를 점한 프랑스군이 압박을 가하기 시작했다. 그때 교황군 전면에 나온 프랑스군 대포 2문이 포격을 가해 양군이 서로 싸우는 가운데 교황군 후방 방위선을 때렸다. 이 공격에 균형이 깨지면서 교황군 보병대는 공포에 빠져 무너지기 시작했다. 이것을 눈치 챈 가스통은 그때까지 후방 다리위에 있던 예비 중장 기병대를 양군의 중장 기병이 사투를 벌이는 곳에 전격적으로 투입시켰다.
프랑스군 예비 중장기병대의 투입에 기진맥진해 있던 교황군 중장기병대는 삽시간에 무너졌고, 이 여파는 모든 전선에 영향을 미쳤다. 교황군은 모든 전선에 걸쳐 붕괴가 시작되었고, 가스통은 전과를 확대하기 위해 추격을 명령했다. 참호에서 나와 탈출하는 교황군 보병을 쫓던 프랑스군 앞에 그러나 완강하게 저항하는 부대도 있었다.
승리를 완전히 자신의 것으로 만들기 위해 스스로 말을 몰고 돌진하던 가스통에게 스페인군 보병의 창이 찔러왔다. 가스통은 옆구리에 격렬한 통증을 느끼며, 말에서 떨어졌고, 이 젊은 용장을 향해 무수한 창이 찔러 들어왔다. 승리를 목전에 두고 가스통은 전사했다.

## 결과
이 전투로 프랑스군은 교황군을 격퇴하고 라벤나를 함락시켰다. 루이 12세의 전략목적은 달성되었으나 용장 가스통의 죽음은 프랑스군 전체의 사기를 크게 떨어뜨렸다. 그만큼 뛰어난 지휘관은 더 이상 프랑스군에는 없었기 때문이다. 그 때문에 이 좋은 기회를 맞아 루이 12세는 더 이상 움직이지 못했다.
패배로 낙담해 있던 교황 율리오 2세는 프랑스군이 더 이상 진격하지 않자 곧바로 반격에 나섰다. 율리오 2세는 공회의를 개최하여 자신이 정당한 교회의 지배자라는 것을 모두에게 확인시켰다. 그 때문에 프랑스는 주위 국가 모두를 적으로 돌릴 수밖에 없는 상황으로 인해 병사를 철수 시킬 수밖에 없는 상황에 빠졌다. 율리우스 2세는 로마의 권위를 지켰다.
라벤나 전투는 중세와 이별하고 보다 조직적이고 기동력이 있는 전투가 주축이 되었다. 대량으로 배치한 대포가 승리를 갈랐기에 중세의 전장을 장식했던 중장기병의 돌격은 이후 전장에서 사라졌다. 또한 전쟁사는 종교개혁을 거쳐 고도의 전술이 요구하는 시대로 넘어가기 시작한다. 라벤나 전투는 구시대와 신시대를 연결하는 가교적인 역할을 한 전투였던 것이다.

## 참고 및 참조 문헌
영문 위키의 참고 문헌입니다.
- Arnold, Thomas F. The Renaissance at War. Smithsonian History of Warfare, edited by John Keegan. New York: Smithsonian Books / Collins, 2006. ISBN 0-06-089195-5.
- Baumgartner, Frederic J. Louis XII. New York: St. Martin's Press, 1994. ISBN 0-312-12072-9.
- Black, Jeremy. "Dynasty Forged by Fire." MHQ: The Quarterly Journal of Military History 18, no. 3 (Spring 2006): 34–43. ISSN 1040-5992.
- ———. European Warfare, 1494–1660. Warfare and History, edited by Jeremy Black. London: Routledge, 2002. ISBN 0-415-27532-6.
- Guicciardini, Francesco. The History of Italy. Translated by Sydney Alexander. Princeton: Princeton University Press, 1984. ISBN 0-691-00800-0.
- Hall, Bert S. Weapons and Warfare in Renaissance Europe: Gunpowder, Technology, and Tactics. Baltimore: Johns Hopkins University Press, 1997. ISBN 0-8018-5531-4.
- Mallett, M. E. and J. R. Hale. The Military Organization of a Renaissance State: Venice c. 1400 to 1617. Cambridge: Cambridge University Press, 2006. ISBN 0-521-03247-4.
- Najemy, John M. A History of Florence: 1200–1575. Malden, Mass.: Blackwell Publishing, 2006. ISBN 1-4051-1954-3.
- Norwich, John Julius. A History of Venice. New York: Vintage Books, 1989. ISBN 0-679-72197-5.
- Oman, Charles. A History of the Art of War in the Sixteenth Century. London: Methuen & Co., 1937.
- Phillips, Charles and Alan Axelrod. Encyclopedia of Wars. Volume 2. New York: Facts on File, 2005. ISBN 0-8160-2851-6.
- Taylor, Frederick Lewis. The Art of War in Italy, 1494–1529. Westport, Conn.: Greenwood Press, 1973. First published 1921 by Cambridge University Press. ISBN 0-8371-5025-6.

- 역사군상 그래픽 전사시리즈 《전략전술병기사전》 제3권 〈유럽근대편〉 학연사 ISBN 4-05-600744-6